# Oráte, fratres
Oráte, fratres – wezwanie obecne podczas mszy w rycie rzymskim pomiędzy lavabo a modlitwą nad darami albo sekretą, podczas którego celebrans prosi uczestników mszy o modlitwę, pouczając o jej potrzebie i ważności. Wzywając, określa uczestniczących we mszy słowem fratres (bracia), a ofiarę mszy nazywa – moją i waszą, gdyż każdy z niej, choć w różnym stopniu, może korzystać. Kapłan nazywa ofiarę swoją, gdyż tylko on ją sprawuje, ale sprawuje ją w imieniu wszystkich i za wszystkich i dlatego nazywa ją także waszą.
Wezwanie brzmi:
| Tekst łaciński                                                                                    | Polskie tłumaczenie                                                               |
| ------------------------------------------------------------------------------------------------- | --------------------------------------------------------------------------------- |
| ℣. Oráte, fratres: ut meum ac vestrum sacrifícium acceptábile fiat apud Deum Patrem omnipoténtem. | ℣. Módlcie się (bracia), aby moją i waszą ofiarę przyjął Bóg Ojciec wszechmogący. |

Odpowiedź:
| Tekst łaciński | Polskie tłumaczenie |
| --- | --- |
| ℞. Suscípiat Dóminus sacrifícium de mánibus tuis ad laudem et glóriam nominis sui, ad utilitátem quoque nostram, totiúsque Ecclésiæ suæ sanctæ. | ℞. Niech Pan przyjmie ofiarę z rąk twoich na cześć i chwałę swojego imienia, a także na pożytek nasz i całego Kościoła świętego. |